# Anaesthetobrium lieuae
Anaesthetobrium lieuae är en skalbaggsart som beskrevs av J. Linsley Gressitt 1942. Anaesthetobrium lieuae ingår i släktet Anaesthetobrium och familjen långhorningar. Inga underarter finns listade i Catalogue of Life.